# 片岡啓治 (実業家)
片岡 啓治（かたおか けいじ、1943年12月22日 - ）は、日本の経営者。明電舎社長、会長を務めた。

## 来歴・人物
奈良県出身。1966年に大阪大学経済学部を卒業し、同年に住友銀行に入行した。1992年6月に取締役に就任し、1996年5月に常務を経て、1998年6月に明電舎副社長に就任し、2002年6月には社長に昇格。2008年6月に会長に就任し、2013年6月から相談役を務めた。
2019年4月に旭日中綬章を受章。